# Miconia stenostachya
Miconia stenostachya là một loài thực vật có hoa trong họ Mua. Loài này được DC. mô tả khoa học đầu tiên năm 1828.

## Hình ảnh

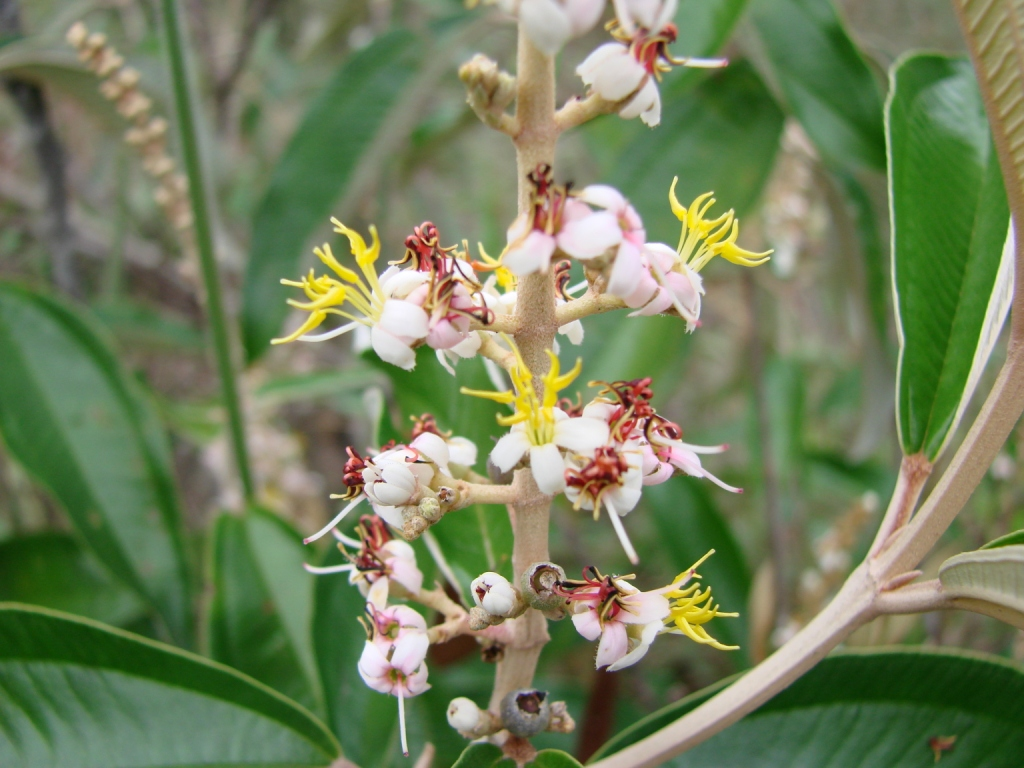
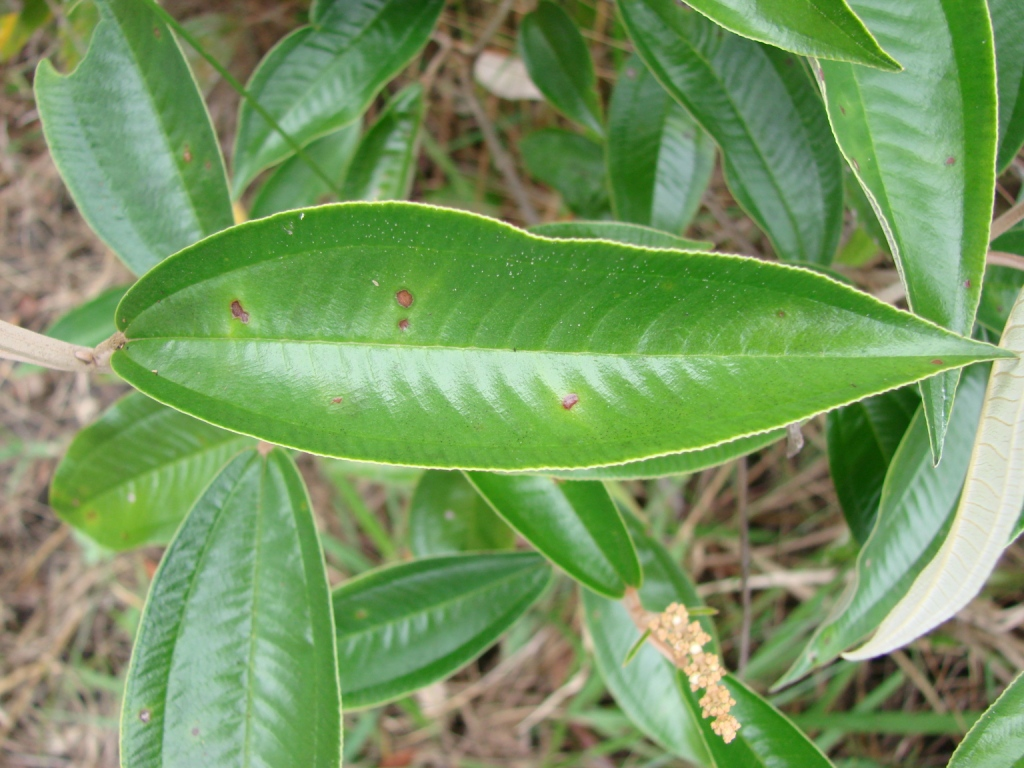